# Guerra do Coco
A Guerra do Coco foi um breve conflito entre os soldados da Papua-Nova Guiné e rebeldes na ilha de Espiritu Santo, pouco tempo antes e após a independência da República de Vanuatu ser declarada em 30 de julho de 1980.

## Antecedentes
Antes da independência de Vanuatu, as ilhas eram conhecidas como Novas Hébridas. As Novas Hébridas eram governadas por um condomínio da França e do Reino Unido. Em 1980, a França e o Reino Unido concordaram que seria concedido a independência a Vanuatu em 30 de julho de 1980.
A partir de junho de 1980, Jimmy Stevens, chefe do movimento Nagriamel, liderou uma revolta contra as autoridades coloniais e os planos para a independência.  A revolta durou cerca de 12 semanas. Os rebeldes bloquearam o Aeroporto Internacional Santo-Pekoa, destruíram duas pontes, e declararam a independência da ilha de Espiritu Santo como o "Estado de Vemerana". Stevens foi apoiado por latifundiários francófonos e pela Fundação Phoenix, uma fundação empresarial estadunidense que defendia a criação de um paraíso fiscal libertário nas Novas Hébridas.

## Confronto
Em 8 de junho de 1980, o governo de Novas Hébridas solicitou a Grã-Bretanha e a França o envio de tropas para sufocar uma rebelião na ilha de Espiritu Santo.  A França recusou-se a permitir que o Reino Unido mobilizasse tropas para resolver a crise, e os soldados franceses estacionados em Espiritu Santo nada fizeram. Como o dia da independência se aproximava, o primeiro-ministro eleito, Walter Lini,  pediu para que a Papua-Nova Guiné enviasse tropas para intervir.  Enquanto soldados de Papua-Nova Guiné começaram a chegar em Espiritu Santo,  a imprensa estrangeira passou a referir-se aos acontecimentos em curso como a "guerra do coco".
No entanto, a "guerra" foi breve e pouco convencional. Os moradores de Espiritu Santo, em geral, acolheram favoravelmente os soldados de Papua-Nova Guiné como companheiros melanésios. Seguidores de Stevens estavam armados apenas com arcos e flechas, pedras e estilingues (fisgas). Houve poucas baixas, e a guerra chegou a um fim súbito. Quando um veículo que transportava o filho de Stevens irrompeu uma barreira imposta pela Papua-Nova Guiné no final de agosto de 1980, soldados abriram fogo contra o veículo, matando o filho de Stevens. Pouco tempo depois, Jimmy Stevens se rendeu, afirmando que jamais teve intenção de que alguém fosse prejudicado.
No julgamento de Stevens, o apoio da Fundação Phoenix ao movimento Nagriamel foi revelado. Também foi revelado que o governo francês havia secretamente apoiado Stevens em seus esforços. Stevens foi condenado  a 14 anos de prisão; ele permaneceu na prisão até 1991.

### Reportagens de jornais contemporâneas
- "New Hebrides Calling for Help to Put Down Rebellion", New York Times, 31 de maio de 1980, p. 11
- "Separatists Threaten Hebrides Unity", New York Times, 8 de junho de 1980, p. E2
- "New Hebrides Asks for Aid in Revolt; Plea Might Go to U.N.", New York Times, 8 de junho de 1980, p. 12
- "Unrest Spreads in New Hebrides", New York Times, 11 de junho de 1980, p. A8
- "British Answering New Hebrides Call; Company of Marines Being Sent 'to Provide Stability'", New York Times, 12 de junho de 1980, p. A5
- "British-French Control Ends in New Hebrides, Now Named Vanuatu", New York Times, 30 de julho de 1980, p. 11
- "Rebels Blow Up 2 Bridges On Island of Espiritu Santo", New York Times, 4 de agosto de 1980, p. A5
- "40 Are Seized on Espiritu Santu In a Drive Against Secessionists", New York Times, 4 de agosto de 1980, p. B8
- "55 French Are Evacuated From Espiritu Santo Island", New York Times, 18 de agosto de 1980, p. A5
- "Leader of Espiritu Santo Rebels Says That He'll Surrender Today", New York Times, 29 de agosto de 1980, p. 3
- "Troops Reportedly Crush Rebellion on Espiritu Santo",  New York Times, 1 de setembro de 1980, p. A5